# Stewart Carson
Pour les articles homonymes, voir Carson.
Stewart James Carson, né le 12 juin 1976 à Irvine (Écosse), est un joueur sud-africain de badminton.
Aux Jeux africains de 2003 à Abuja, il est médaillé d'or par équipe mixte et médaillé d'argent en double mixte avec Michelle Edwards. 
Stewart Carson participe au tournoi de double messieurs des Jeux olympiques d'été de 2004 à Athènes avec Dorian James ; il est éliminé dès le premier tour.